# Kultur i Azerbajdzjan
Den azerbajdzjanska kulturen har genom sitt geografiska läge utvecklats under påverkan både av islamisk, europeisk, persisk, kaukasisk och turkisk kultur samt med ryska influenser på grund av sin tidigare status som en av republikerna i Sovjetunionen. Idag är västvärldens moderna influenser, däribland globaliseringen och konsumtionskulturen starka faktorer i kulturutvecklingen.

## Historia

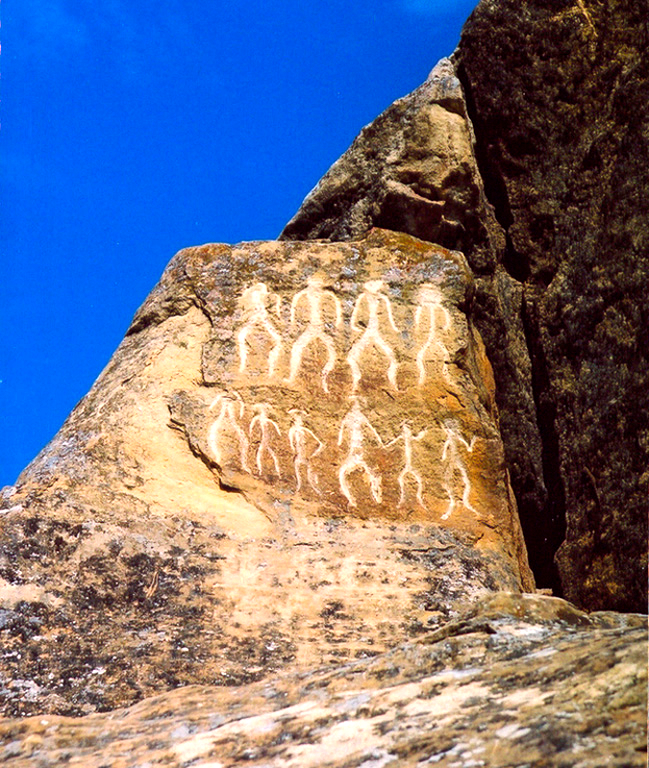
Hällristningar i Gobustan från 10 000 f.Kr. tyder på en blomstrande kultur.

Enligt Kim Se-Jeong, reporter i Korea Times, "har Azerbajdzjan en rik och gammal kultur". Han beskriver det också som "en av födelseplatserna för civilisationerna". Azerbajdzjan är en historisk och geografisk region på gränsen mellan Östeuropa och Västasien. Det avgränsas av Kaspiska havet i öster, Dagestan, Ryssland i norr, Georgien i nordväst, Armenien och Turkiet i sydväst, och Iran i söder. Azerbajdzjan är ett hem för olika etniciteter, varav flertalet är azerer, en etnisk grupp på ca 9 miljoner i Azerbajdzjan.
Arvet, kulturen och civilisationen i Azerbajdzjan har både antika och moderna rötter. Azererna tros vara arvtagare av olika forntida civilisationer och folk inklusive albaner, iranska stammar såsom skyter och alaner och oghuzer.

### Kaukasiska Albanien

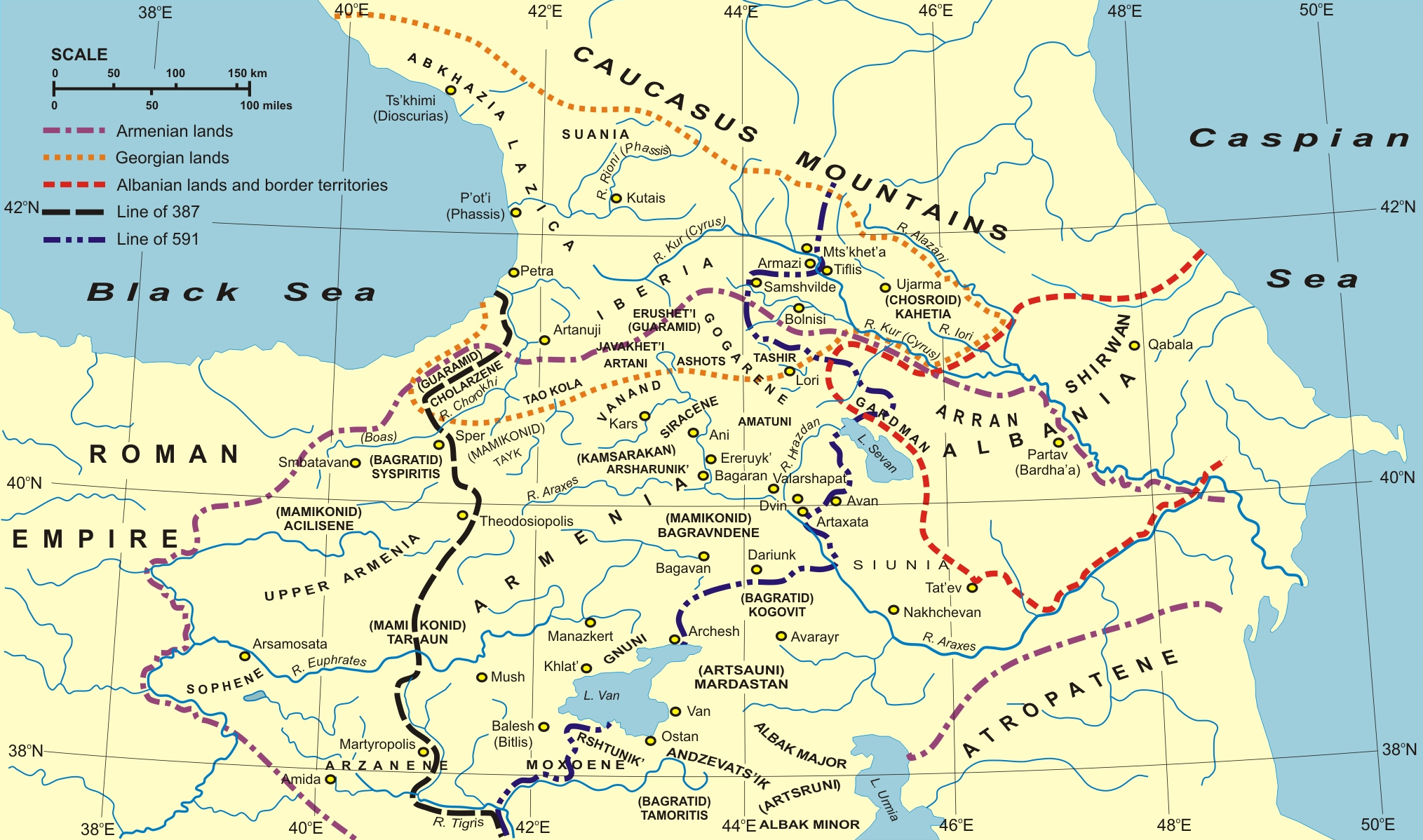
En karta över kaukasiska Albanien (som utgörs av de röda streckade gränsen).

Kaukasiska albaner tros vara ett av de tidigaste folken som bodde i Azerbajdzjan. Tidiga invasioner kom från Skytien på 900-talet f.Kr. Södra Kaukasien erövrades slutligen av akemeniderna cirka 550 f.Kr. Under denna period spreds zoroastrismen i Azerbajdzjan. Akemeniderna i sin tur besegrades av Alexander den store 330 f.Kr. Efter nedgången av det seleukidiska imperiet i Persien 247 f.Kr., fick Armeniska kungadömet kontroll över delar av det moderna Azerbajdzjan mellan 190 f.Kr. och 428 e.Kr.   De kaukasiska albanerna etablerade ett kungarike på 100-talet f.Kr. och var i stort sett oberoende tills sasaniderna gjorde riket till en av sina provinser 252 e.Kr.
Kaukasiska Albaniens härskare, kung Urnayr, antog officiellt kristendomen som statsreligion på 300-talet e.Kr. och Albanien skulle förbli en kristen stat ända till 700-talet.   Den sassanidiska kontrollen slutade med nederlag mot muslimska araber 642 e.Kr.

### Islamiska perioden
Muslimska araber besegrade sasaniderna och bysantinerna och marscherade in i Kaukasien. Araberna gjorde Kaukasiska Albanien till en lydstat trots motstånd från prins Javanshir som kapitulerade 667. Mellan 800- och 900-talet började arabiska författare att hänvisa till området mellan floderna Kura och Aras som Arran. Under denna tid kom araber från Basra och Kufa till Azerbajdzjan och tog landområden som ursprungsbefolkningarna hade övergivit, araberna blev en jordägande elit. Majoriteten av invånarna i Azerbajdzjan konverterade under denna tid till islam. Senare, under 900- och 1000-talen, styrde kurdiska dynastier av Shaddadid och Rawadid över delar av Azerbajdzjan.

### Seldjuker och efterträdande stater
Den seldjukiska perioden i Azerbajdzjans historia var kanske ännu mer avgörande än den arabiska/islamiska eftersom den formade den etniska och språkliga nationaliteten hos de azerbajdzjanska turkar.
Efter att Abbasidkalifatet förlorat sin maktställning kom Azerbajdzjans territorium under inflytande av många dynastier. I början av 1000-talet hade landet gradvis intagits av vågor av oghuzer, turkiska stammar som kom från Centralasien. Den första av dessa turkiska stammar var ghaznaviderna från norra Afghanistan som tog över en del av Azerbajdzjan under 1030. De följdes av seldjukerna, en västlig gren av oghuzerna som erövrade hela Iran och Kaukasus och delar av Irak där de störtade buyiderna i Bagdad 1055.

## Arkitektur

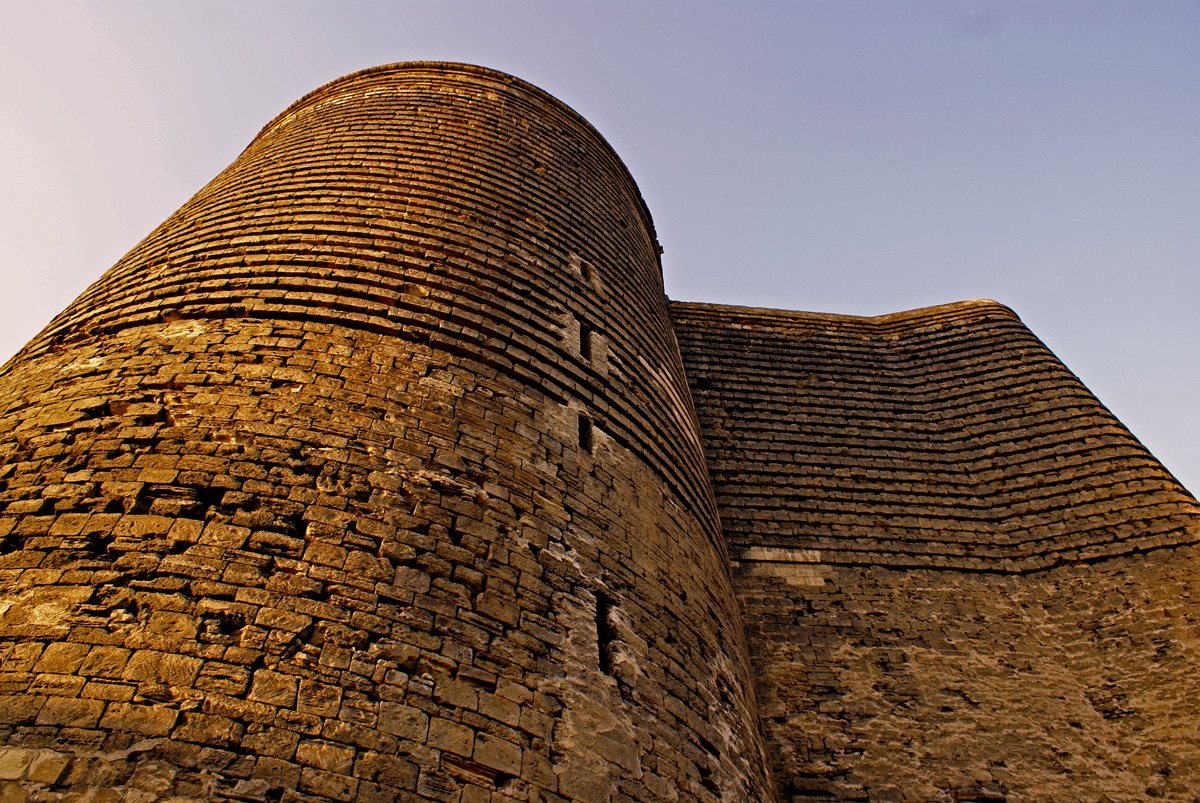
Maiden Tower i gamla Baku.

Den azerbajdzjanska arkitekturen kombinerar typiska inslag från både öst och väst. Många gamla byggnader såsom Jungfrutornet i Baku och Sjirvansjahernas palats har överlevt i den muromgärdade staden Baku i moderna Azerbajdzjan.
Bland andra medeltida byggnader som återspeglar påverkan av flera skolor Shaki Khans slott i Şəki, norra, centrala Azerbajdzjan, Surakhanytemplet på Apsjeronhalvön, ett antal broar som spänner över Arasfloden, och flera mausoleer. Under 1800- och tidigt 1900-tal skapades den monumentala arkitekturen med utmärkande bostäder i Baku och på andra håll. Bland de senaste monumenten finns Bakus tunnelbana som är känd för sin påkostade inredning.

### Utveckling under 1800-talet
Det mest typiska särdragen för Azerbajdzjans arkitektur under 1800-talet var utbyggnaden av städer, tillämpning av ryska stadsplaneringsprinciper och utvecklingen stadsplaneringen i Ganja, Shemakha och Baku.
Nya byggnader såsom teatrar, skolor och sjukhus byggdes i mitten av 1800-talet. Förändringar av de kapitalistiska förhållanden fick stor inverkan på den arkitekturens utveckling i Azerbajdzjan. Egenheterna i den azerbajdzjanska arkitekturen kan hittas i Bakus byggnader som byggdes under oljeindustrins utveckling på 1800- och 1900-talet. Baku blev senare en av de största städerna i Ryssland.

## Musik
Mugam (muğam) är en klassisk azerbajdzjansk musik som vanligen är en uppsättning av poesi med instrumentala mellanspel som också inbegriper musikalisk improvisation. Bland traditionella musikinstrument märks stränginstrumenten tar, kamantja, oud och saz, blåsinstrumentet balaban, trummorna ghaval och naghara, samt zurna, garmosjka, tutek, daf och dhol.

## Filmindustri

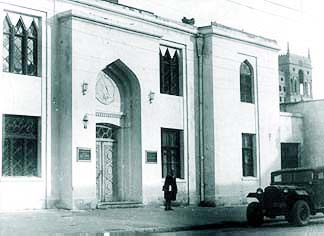
Den första filmstudion i Baku, grundad på 1920-talet.

Filmindustrin i Azerbajdzjan har funnits ända sedan 1898, landet var faktiskt bland de första länderna som kom att syssla med filmindustri. Det är inte förvånande att detta nya medium tidigt dök upp i det nya, kosmopolitiska, rika Baku vid sekelskiftet 1800-1900.